# Carles Roca i Portolés
Carles Roca i Portolés   (Barcelona, 29 d'abril de 1958 - Barcelona, 10 de juny de 2003) fou un jugador d'hoquei sobre herba barceloní, guanyador d'una medalla olímpica.
Membre del Reial Club de Polo de Barcelona i posteriorment del Club Deportiu Terrassa va participar, als 22 anys, en els Jocs Olímpics d'Estiu de 1980 realitzats a Moscou (Unió Soviètica), on va aconseguir guanyar la medalla de plata en la prova masculina d'hoquei sobre herba. En els Jocs Olímpics d'Estiu de 1984 realitzats a Los Angeles (Estats Units) aconseguí guanyar un diploma olímpic en finalitzar vuitè.
A nivell de clubs guanyà sis Campionats de Catalunya (1977, 1978, 1979, 1981, 1983, 1984), set Copes del Rei (1976, 1979-83, 1989) i cinc Lligues (1977, 1978, 1980, 1981, 1982).